# 南轮环藤
南轮环藤（学名：Cyclea tonkinensis）为防己科轮环藤属下的一个种。种加名 tonkinensis 意为越南“东京的”。